# Jean-Paul Coche
Jean-Paul Coche (n. 25 iulie 1947, Nisa, Franța) este un judocan ce a reprezentat Franța, medaliat olimpic. A participat la 2 ediții ale Jocurilor Olimpice (1972, 1976) în care a câștigat o medalie de bronz.